# Martine Brochard
Pour les articles homonymes, voir Brochard.
Martine Brochard, née le 2 avril 1944 à Neuilly-sur-Seine, est une actrice, chanteuse,  écrivaine et danseuse française naturalisée italienne.

## Biographie
En France, Martine Brochard étudie la danse classique, le jazz, le théâtre et commence à travailler très jeune à la télévision et au théâtre. Elle débute au cinéma en 1968 dans Baisers volés de François Truffaut.

### Cinéma

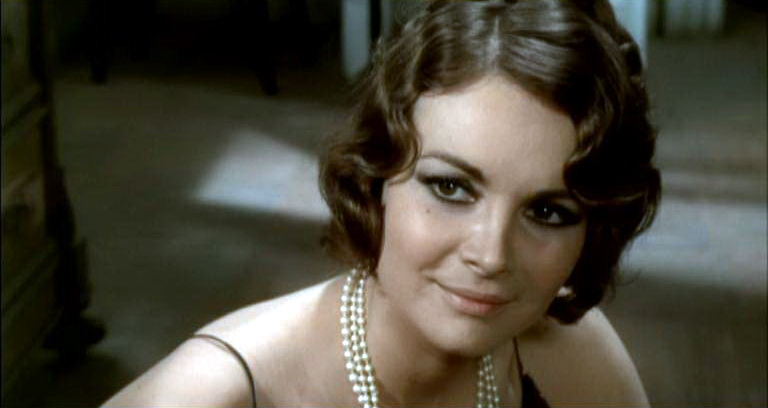
Martine Brochard dans Deux Corniauds au régiment (1971).

Après quelques brèves apparitions sur les écrans français, elle s'installe en Italie en 1970, attirée par l'essor de l'industrie cinématographique locale, pour devenir l'interprète de nombreux films, dont les plus célèbres sont Rue de la violence de Sergio Martino, La Gouvernante de Giovanni Grimaldi d'après la pièce de Vitaliano Brancati, un film grâce auquel elle remporte le Maschera d'argento.

« Je suis devenu populaire d'un seul coup grâce à mon rôle dans La Gouvernante, d'après le roman de Brancati. Après mes rôles de nonnes saphiques de mes films précédents, ce film m'a installée dans le personnage de lesbienne chic. Vous les Italiens, vous avez ce défaut, quand vous attachez une étiquette, vous ne revenez jamais dessus. Donc lesbienne, salope, mais toujours chic. »

— Martine Brochard
Elle interprète des films des genres les plus divers, préférant toujours les rôles de femmes sensuelles et provocantes. Elle participe, entre autres, au film d'exploitation Pénitencier de femmes perverses (1974) de Brunello Rondi, au drame historique Une femme à sa fenêtre de Pierre Granier-Deferre, au giallo Chats rouges dans un labyrinthe de verre (1975) d'Umberto Lenzi, au western Mannaja, l'homme à la hache (1977) de Sergio Martino et au drame érotique Caresses bourgeoises (1977) d'Eriprando Visconti.
Au cours de la décennie suivante, elle joue notamment dans les films Angoisse (1981) de Riccardo Freda et Attraction fatale (1987) de Mario Gariazzo. Dans les années 1990, elle a également travaillé avec Tinto Brass dans Paprika (1991) et Le Voyeur (1994).

### Télévision

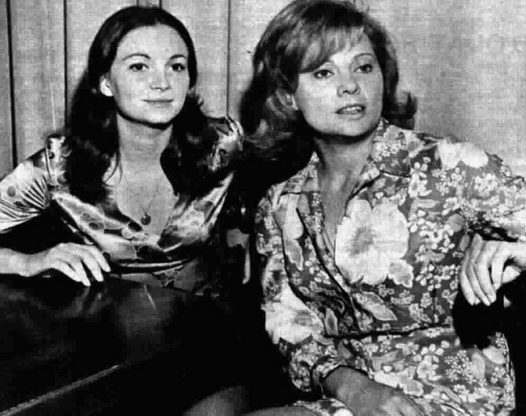
Martine Brochard et Hélène Rémy dans le feuilleton Les Jeudis de Madame Giulia (1970).

Elle commence à travailler à la télévision en 1970 en jouant dans Les jeudis de Madame Giulia aux côtés de Claudio Gora et Tom Ponzi. Elle est ensuite réapparue dans d'autres téléfilms et feuilletons, notamment : Disonora il padre (1978), réalisé par Sandro Bolchi d'après le roman d'Enzo Biagi, Bel Ami (1979) d'après le roman de Guy de Maupassant, La sconosciuta (1982), un téléfilm en 4 parties réalisé par Daniele D'Anza et la série télévisée I ragazzi della 3ª C (1987) de Claudio Risi.
Elle est également danseuse dans le spectacle de variétés Per chi suona la campanella, avec la compagnie de Il Bagaglino composée de Pippo Franco, Leo Gullotta, Oreste Lionello et Eva Grimaldi. Le spectacle est réalisé par Mario Castellacci et Pier Francesco Pingitore et diffusé en 1987 sur Rai 2.
Parmi ses œuvres plus récentes figurent les téléfilms Il bello delle donne (it) (2002), Vento di ponente (2002),La squadra (2002-2007) et Il sangue e la rosa (2007) de Salvatore Samperi. En 2010 et 2014, elle revient à la télévision dans les deux saisons de Il peccato e la vergogna, aux côtés de Manuela Arcuri et Gabriel Garko. En 2017, elle figure dans la distribution du téléfilm Il bello delle donne... alcuni anni dopo, suite de Il bello delle donne avec un rôle différent de celui qu'elle jouait dans la série originale.

### Théâtre
Elle s'impose au théâtre avec L'esprit s'amuse de Noël Coward, Le Malade imaginaire de Molière, Stationnement alterné (1985) de Ray Cooney, mis en scène par Pietro Garinei, L'Imposteur de Plaute (1977), Le Bel Indifférent de Jean Cocteau (1988), L'Histoire du soldat (2000), sur une musique de Stravinsky et grâce à son mari pygmalion, le dramaturge-acteur-réalisateur Franco Molè qu'elle a rencontré en 1976, elle apparaît également dans Le Marchand de Plaute (2004) et dans les films L'ebreo fascista (1980) et La stanza delle parole (1990) d'après Anaïs Nin. 

### Musique
En 2003, avec le musicien de Salento Aldo Gemma et le compositeur Gianluca John Attanasio, elle enregistre un album aux sonorités pop-dance, intitulé La vie continue.

### Radio
En 2004, elle participe au feuilleton radiophonique Rodolfo Valentino, sur Radio2, réalisé par Idalberto Fei. 

### Contes
Elle s'est aussi investie dans l'écriture de contes. Plusieurs recueils ont vu le jour : La gallina blu e altri racconti (1995, éd. Mursia) et Zaffiretto il vampiretto e altri racconti (1999, éd. Mursia). En 2016, elle a publié Le favole della gallina blu (Armando Curcio Editore).

## Vie privée
Elle a été mariée à l'acteur Umberto Ceriani (it), qu'elle a rencontré sur le tournage de Les Jeudis de Madame Giulia, avec qui elle a eu un fils, Ferdinando Ceriani (né en 1973), un metteur en scène de théâtre. Elle a ensuite épousé l'acteur et metteur en scène Franco Molè (1939-2006).

## Filmographie

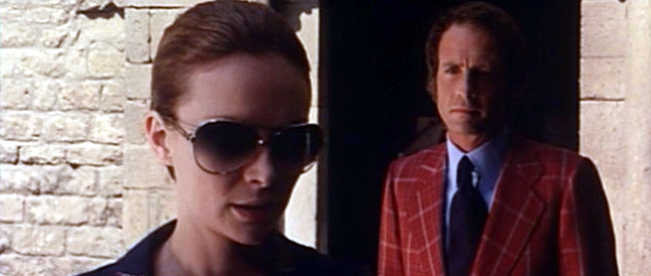
Avec John Richardson dans Chats rouges dans un labyrinthe de verre (1975).

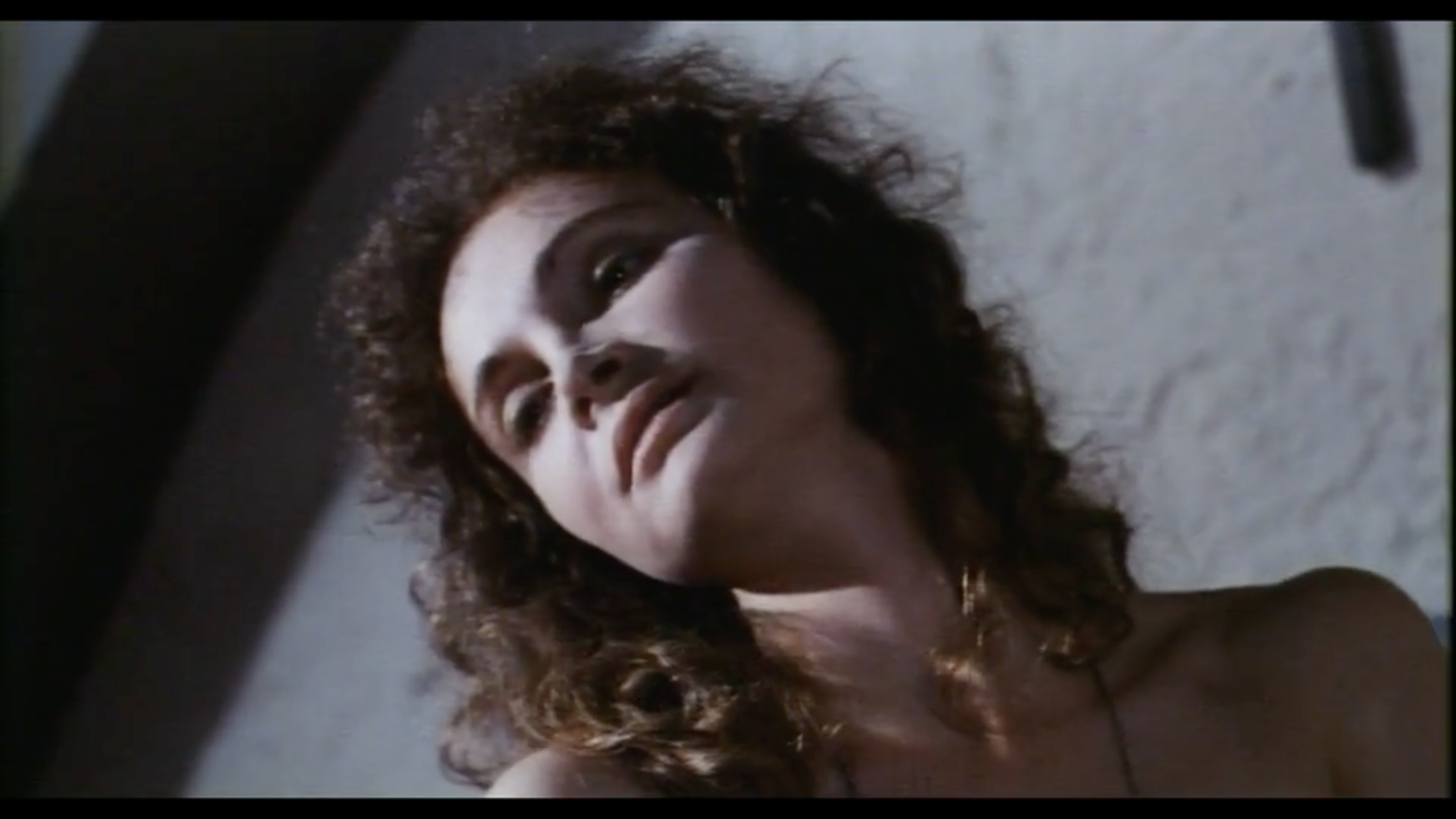
Dans Les Religieuses du Saint-Archange (1973).

### Cinéma

#### Longs métrages
- 1968 : Le Socrate de Robert Lapoujade : Sylvie
- 1968 : Baisers volés de François Truffaut : Madame Colin
- 1968 : Béru et ces dames de Guy Lefranc
- 1969 : La Main noire de Max Pécas
- 1970 : L'Amour de Richard Balducci : Jacky
- 1971 : Trastevere de Fausto Tozzi : Luisa (scènes coupées)
- 1971 : Deux Corniauds au régiment (Armiamoci e partite!) de Nando Cicero : Lilì
- 1973 : Les Religieuses du Saint-Archange (Le monache di Sant'Arcangelo) de Domenico Paolella : Chiara
- 1973 : La ragazza fuoristrada de Luigi Scattini : Mara
- 1973 : Considérons l'affaire comme terminée (No il caso è felicemente risolto) de Vittorio Salerno : Cinzia
- 1973 : Une histoire du XVIIe siècle (Storia di una monaca di clausura) de Domenico Paolella : sœur Lucia
- 1973 : Rue de la violence (Milano trema: la polizia vuole giustizia) de Sergio Martino : Maria
- 1974 : La nottata de Tonino Cervi : Marta
- 1974 : Service compris (Il domestico) de Luigi Filippo D'Amico : Rita
- 1974 : Pénitencier de femmes perverses (Prigione di donne) de Brunello Rondi : Martine Fresienne
- 1974 : La Gouvernante (La governante) de Giovanni Grimaldi : Catherine
- 1975 : Les Furieux (Fango bollente) de Vittorio Salerno : Alba Mainardi
- 1975 : Il fidanzamento (it) de Giovanni Grimaldi : Mirella Guglielmi
- 1975 : Chats rouges dans un labyrinthe de verre (Gatti rossi in un labirinto di vetro) d'Umberto Lenzi : Paulette Stone
- 1975 : Il solco di pesca de Maurizio Liverani : Viviane
- 1976 : Une femme à sa fenêtre de Pierre Granier-Deferre : Avghi
- 1976 : C'è una spia nel mio letto (A.A.A. cercasi spia... disposta spiare per conto spie) de Luigi Petrini
- 1976 : Quel movimento che mi piace tanto (it) de Franco Rossetti : Livia Bonoli-Serpieri
- 1976 : Frou-frou del tabarin de Giovanni Grimaldi : la comtesse Charlotte de la Barrière / Frou Frou
- 1977 : Caresses bourgeoises (Una spirale di nebbia) d'Eriprando Visconti : Lavinia
- 1977 : Mannaja, l'homme à la hache (Mannaja) de Sergio Martino : Angela
- 1977 : Ne me laisse pas seul, papa (it) (Stringimi forte papà) de Michele Massimo Tarantini
- 1980 : Il medium de Silvio Amadio
- 1980 : L'ebreo fascista (Prima della lunga notte) de Franco Molè : Elena Miotti
- 1981 : Peccato originale de Mario Sabatini
- 1981 : Angoisse (Follia omicida) de Riccardo Freda : Shirley Dyson
- 1981 : La Force du mal (Notturno con grida) de Vittorio Salerno et Ernesto Gastaldi : Eileen
- 1987 : Attraction fatale (L'attrazione) de Mario Gariazzo : Luciana
- 1987 : Mes quarante premières années (I miei primi 40 anni) de Carlo Vanzina : Marquise Caetani
- 1990 : La stanza delle parole de Franco Molè : Anaïs
- 1991 : Paprika (Paprika) de Tinto Brass : Madame Collette
- 1992 : In camera mia de Luciano Martino : Elvire Bonnet
- 1994 : L'Ours en peluche de Jacques Deray : Madame Jubert
- 1994 : Le Voyeur (L'uomo che guarda) de Tinto Brass : la comtesse
- 1997 : Lia, rispondi de José Quaglio
- 2000 : La donna del delitto de Corrado Colombo : Martine Chabrol
- 2006 : Frôlés (Sfiorarsi) d'Angelo Orlando : Odette
- 2010 : Una sconfinata giovinezza de Pupi Avati
- 2012 : Colpi di fulmine de Neri Parenti : Mamma Ermete

#### Court métrage
- 1967 : L'Ascenseur de Pierre Lary

### Télévision

#### Téléfilms
- 1969 : Le Survivant de Louis Grospierre : Marie de Bourgogne
- 1970 : Eine Rose für Jane de Hans W. Geißendörfer : Jane
- 1977 : Mazurka Di Fine Estate de Leandro Castellani : la fille
- 1988 : L'Homme qui ne voulait pas mourir (L'uomo che non voleva morire) de Lamberto Bava : Madame Jaclaud
- 1993 : Catherine Courage de Jacques Ertaud : Madame Priot-Niobé
- 2010 : Caldo criminale d'Eros Puglielli : Marzia

#### Séries télévisées
| - 1968 : Les Cinq Dernières Minutes, 1 épisode de Claude Loursais : Noémie - Saison 1, épisode 45 : Les Enfants du faubourg - 1970 : Les jeudis de Madame Giulia (I giovedì della signora Giulia) (mini-série) 2 épisodes de Paolo Nuzzi et Massimo Scaglione : Emilia Esengrini - Saison 1, épisode 1 - Saison 1, épisode 2 - 1971 : Face aux Lancaster d'Adonis Kyrou : Stéphanie - 1971 : All'ultimo minuto, 1 épisode de Ruggero Deodato : Patrizia - Saison 1, épisode 2 : Il Buio - 1971 : La Villa d'Ottavio Spadaro : Janine - 1978 : Disonora il padre, 3 épisodes de Sandro Bolchi : Lella - Saison 1, épisode 1 - Saison 1, épisode 2 - Saison 1, épisode 3 - 1979 : Bel-Ami 4 épisodes de Sandro Bolchi : Clotilde de Marelle - Saison 1, épisode 1 - Saison 1, épisode 2 - Saison 1, épisode 3 - Saison 1, épisode 4 - 1980 : Sam et Sally, 1 épisode de Joël Séria : la marquise - Saison 2, épisode 3 : L'avion - 1982 : La sconosciuta, 4 épisodes de Daniele D'Anza : Carole - Saison 1, épisode 1 - Saison 1, épisode 2 - Saison 1, épisode 3 - Saison 1, épisode 4 - 1985 : Enquêtes à l'italienne (Investigatori d'Italia) de Paolo Poeti : Giovanna - 1988 : I ragazzi della 3 C, 3 épisodes de Claudio Risi : Madame Conti - Saison 2, épisode 2 : Ciak si gira - Saison 2, épisode 5 : A Carnevale ogni scherzo vale - Saison 2, épisode 7 : Gli evasi - 1989 : Les Fiancés (I promessi sposi) de Salvatore Nocita - Saison 1, épisode 1 - Saison 1, épisode 2 - Saison 1, épisode 3 | - 1990 : Le Gorille, 1 épisode de Duccio Tessari : Claudine - Saison 1, épisode 4 : Le gorille et l'amazone - 1999 : Non lasciamoci più, 1 épisode de Salvatore Basile : Madame Sarti - Saison 1, épisode 1 : Separazione con cane - 2002 : Vento di ponente d'Ugo Fabrizio Giordan, Gianni Lepre et Alberto Manni : Sofia Ghiglione - 2002 : Il bello delle donne, 8 épisodes : la Baronne Tonia Turati - Saison 2, épisode 2 : Febbraio - Saison 2, épisode 3 : Marzo - Saison 2, épisode 4 : Aprile - Saison 2, épisode 5 : Maggio - Saison 2, épisode 7 : Luglio - Saison 2, épisode 9 : Settembre - Saison 2, épisode 10 : Ottobre - Saison 2, épisode 11 : Novembre - 2008 : Il sangue e la rosa, 2 épisodes : Camilla Mancini - Saison 1, épisode 1 : Prima puntata - Saison 1, épisode 2 : Seconda puntata - 2011 : Viso d'angelo, 2 épisodes d'Eros Puglielli : Eugenia Garelli - Saison 1, épisode 1 - Saison 1, épisode 4 - 2011 : Sangue caldo de Luigi Parisi e Alessio Inturri - 2011 : Viso d'angelo, regia di Eros Puglielli - 2014 : Il peccato e la vergogna - Parte seconda, 3 épisodes d'Alessio Inturri, Mariano Lamberti et Luigi Parisi : Silvie - Saison 1, épisode 1 - Saison 1, épisode 2 - Saison 1, épisode 3 - 2016 : Non è stato mio figlio, 1 épisode d'Alessio Inturri et Luigi Parisi - Saison 1, épisode 8 - 2017 : Il bello delle donne... alcuni anni dopo d'Eros Puglielli |

## Théâtre
- 1967 : Il giorno della tartaruga, de Pietro Garinei et Sandro Giovannini
- 1968 : L'École des femmes de Molière
- 1977-1978 : Madame Bovary, de Gustave Flaubert, mise en scène Franco Molè
- 1979-1980 : Caravaggio, mise en scène Franco Molè
- 1981-1982 : Lautrec, mise en scène Franco Molè
- 1983-1984 : Life is cabaret, mise en scène Pier Francesco Pingitore et Mario Castellacci
- 1984 : Lady Chatterley de D. H. Lawrence, mise en scène D. Danza
- 1984-1986 : Taxi a due piazze, mise en scène Pietro Garinei
- 1985 : L'Eunuco d'après Térence, mise en scène Franco Molè
- 1987-1988 : Le tigri, mise en scène Walter Manfrè
- 1988 : La Cassette de Plaute, mise en scène Franco Molè
- 1991-1992 : Non dividere la metà con un terzo, mise en scène D. Verde
- 1993-1995 : Mesdames et Messieurs, mise en scène Franco Molè
- 1995 : Champagne et argent, d'après Georges Feydeau, mise en scène Franco Molè
- 1996 : Champs Elysèes, mise en scène Franco Molè
- 1996 : Lysistrata d'Aristophane, mise en scène Sergio Giordani
- 1996 : L'Imposteur de Plaute, mise en scène Sergio Giordani
- 1997-1998 : L'esprit s'amuse de Noël Coward, mise en scène Carlo Alighiero
- 1998 : Il bell'indifferente de Jean Cocteau
- 1998-1999 : Il gatto in tasca, mise en scène Augusto Zucchi
- 1999 : Le Chandelier d'Alfred de Musset, mise en scène R. M. Giordano
- 2000 : Le Malade imaginaire de Molière, mise en scène A. Giuffrè
- 2000 : La Cité des dames de Christine de Pizan, mise en scène Paolo Baiocco
- 2000 : Histoire du soldat de Charles-Ferdinand Ramuz, mise en scène Paolo Baiocco
- 2004 : Le Marchand de Plaute, mise en scène Giancarlo Sammartano

## Publications
- 2013 : I miracoli esistono solo per quelli che ci credono, édition La Fontana di Siloe, en Italie
- 2017 : Les Contes de la poule bleue (conte pour enfants), édition Armando Curcio